# Gonomyia manca
Gonomyia manca är en tvåvingeart som beskrevs av Osten Sacken 1869. Gonomyia manca ingår i släktet Gonomyia och familjen småharkrankar. Inga underarter finns listade i Catalogue of Life.